# Salvador Rué i Alió
Salvador Rué i Alió (Alcoletge, 21 de desembre de 1942) fou un futbolista català de la dècada de 1960.

## Trajectòria
Començà a destacar a la UE Lleida, club on arribà a jugar a Segona Divisió durant la temporada 1965-1966. El bon paper demostrat al club del Segrià feu que el RCD Espanyol es fixés en ell i el contractés l'any 1966. A l'Espanyol gairebé no disposà de minuts, arribant a jugar un únic partit de lliga a primera divisió durant la temporada 1966-67. Les dues campanyes següents les passà cedit a CA Osasuna i UE Sant Andreu. Més tard jugà al Calvo Sotelo CF la temporada 1969-70, a Segona, i posteriorment a la UE Lleida de nou.
El dia 8 de desembre de 1966 jugà un partit benèfic amb la selecció de Catalunya que l'enfrontà a una selecció d'estrangers. L'any 2017 va rebre un homenatge de l'Associació Esportiva Alcoletge.